# Condado de Villardompardo
El condado de Villardompardo es un título nobiliario español creado por el rey Felipe II en 1576 a favor de Fernando Torres y Portugal, hijo del VII señor de Villardompardo. Su nombre se refiere al municipio andaluz de Villardompardo, en la provincia de Jaén.

## Señores de Villardompardo
- Pedro Ruiz de Torres (m. 1410), I señor de Villardompardo, adelantado de Cazorla y alcalde de los alcázares de Jaén. En 1371, el rey Enrique II le concedió el señorío y otras mercedes en recompensa por sus méritos. El 10 de enero de 1403, el rey Enrique III le donó la jurisdicción sobre Villardompardo y permitió su incorporación en el mayorazgo que fundara a favor de su hijo.[2]  Se casó con Isabel Méndez de Biedma.[3] Le sucedió su hijo.[4]
- Fernando Ruiz de Torres, II señor de Villardompardo, casado con Inés de Solier, hija de Arnao de Solier, francés y señor de Villalpando.[4] Le sucedió su hijo:
- Carlos de Torres de Navarra y Solier, III señor de Villardompardo, que se casó con Guiomar Carrillo. Le sucedió su hija.[4]
- Teresa de Torres de Navarra (1442-1521), IV Señora de Villardompardo, contrajo matrimonio con el condestable de Castilla, Miguel Lucas de Iranzo.[4]
- Fernando de Torres de Navarra y Méndez de Biedma, IV señor de Villardompardo.
- María de Torres, V señora de Villardompardo, hermana del III señor de Villardompardo, casada con Fernando de Portugal, comendador de Oreja de la Orden de Santiago, hijo del infante Dionisio de Portugal, señor de Cifuentes.[5][4] Le sucedió su nieto, hijo de Dionisio de Torres, que premurió a su madre, y de Isabel Fajardo Manuel.[6]
- Fernando de Portugal y Torres, VI señor de Villardompardo, se casó con Beatriz Luján.[6] Le sucedió su hijo.
- Bernardino de Torres y Portugal, VII señor de Villardompardo, casado con María Messía. Le sucedió su hijo.[6]
- Fernando Torres y Portugal y Messía, VIII señor y I conde de Villardompardo.[6]

## Condes de Villardompardo
- Fernando Torres y Portugal (m. Jaén, octubre de 1592), I conde de Villardompardo, VIII señor de Villardompardo y de Escañuela, alférez mayor y veinticuatro de Jaén, asistente de Sevilla, caballero de la Orden de Santiago y  Virrey del Perú.[1] Era hijo de Bernardino de Torres y Portugal, VII señor de Villardompardo, y de María Messía[1](o Mexía) Carrillo Ponce de León.

Se casó en primeras nupcias con Francisca de Carvajal y en segundas con María Carrillo de Córdoba. Tuvo sucesión de ambos matrimonios. Su hijo Bernardino, del primer matrimonio, falleció en vida de su padre. Se había casado con Inés Manrique, hija de los marqueses de La Guardia. El segundo titular fue su hijo, nieto del primer conde.
- Juan de Torres de Portugal y Manrique, II conde de Villardompardo.

Se casó en primeras nupcias con su prima hermana Isabel de Carvajal, y en segundas con María Polonia Bazán de Mendoza y de la Cerda. Le sucedió su hijo del segundo matrimonio.
- Juan Antonio Suárez de Mendoza y Torres de Portugal, también llamado Juan de Torres y Portugal y Suárez de Mendoza (m. 1654), III conde de Villardompardo. sin descendencia, le sucedió su hermana.[9]

- Juana María Suárez de Mendoza IV condesa de Villardompardo, XI condesa de Coruña, XI vizcondesa de Torija, y marquesa de Beleña.[9]

Fue la tercera esposa de Carlos Pacheco de Córdoba Bocanegra y Colón de la Cueva (Ciudad de México, bautizado el 22 de abril de 1602-Madrid, 5 de septiembre de 1646),  II marqués de Villamayor de las Ibernias. Le sucedió su hijo:
- Francisco Domingo de Córdoba Colón de Bocanegra (Madrid, 24 de febrero de 1639-ibídem, 5 de abril de 1668), V conde de Villardompardo, III marqués de Villamayor de las Ibernias.[12]

Se casó en Madrid en 1657 con su prima Francisca Juana de Mendoza Córdoba y Aragón, III marquesa de Agrópoli, VIII marquesa de Mondéjar, X condesa de Tendilla y marquesa de Vallhermoso de Tajuña. Sin descendencia.  Le sucedió su hermano.
- Diego Antonio Fernando de Córdoba Colón de Bocanegra (Madrid, 16 de septiembre de 1642-Jaén, ca. 1693), VI conde de Villardompardo, IV marqués de Villamayor de las Ibernias.[14]

Se casó en primeras nupcias en Bruselas el 25 de septiembre de 1668 con Honorata Alejandrina de Berghes y Renesse. Contrajo un segundo matrimonio en Madrid el 12 de enero de 1692 con María Antonia de Mendoza Caamaño, de quien no hubo descendencia. Le sucedió su hija del primer matrimonio. .
- María Eugenia de Córdoba Colón de Bocanegra Portugal y Berghes (m. Bilbao, 22 de junio de 1694), VII condesa de Villardompardo y V marquesa de Villamayor de las Ibernias.[16]

Se casó en Bruselas el 25 de mayo de 1681 con Pedro Ibáñez de Segovia Isasi de Leguizamón e Idiáquez, II marqués de Gramosa y vizconde de Vegas de Matute. Sin descendencia, le sucedió su prima.
- Francisca María Bellvís y Córdoba (Valencia, 21 de agosto de 1666-ibídem, 4 de abril de 1733), VIII condesa de Villardompardo, VI marquesa de Villamayor de las Ibernias, IV condesa de Villamonte, IV marquesa de Benavites, señora de las villas, baronías y lugares de Puig, Ribarroja, etc.[17]

Contrajo matrimonio en Valencia el 4 de febrero de 1680 con su primo Francisco Bellvís de Moncada y Escrivá. Le sucedió su hijo.
- José Vicente Bellvís de Moncada y Exarch de Bellvís (Valencia, 17 de noviembre de 1697-Madrid, 6 de marzo de 1753), IX conde de Villardompardo, VII marqués de Villamayor de las Ibernias, V marqués de Benavites, V conde de Sallent, IV conde de Villamonte, barón de La Joyosa y de Marras, y I marqués de Bélgida por real Despacho de 6 de febrero de 1753.[19]

Se casó en Madrid el 13 de octubre de 1717 con Olalla de la Concepción Ibáñez de Segovia y Fernández de Velasco, marquesa de Agrópoli. Le sucedió su hijo.
- Pascual Benito Bellvís de Moncada e Ibáñez de Segovia (Valencia, 21 de junio de 1727-Madrid, 23 de julio de 1781), X conde de Villardompardo,[22]  VIII marqués de Villamayor de las Ibernias, II marqués de Bélgida, VI marqués de Benavites, VI conde de Sallent, VI conde de Villamonte, conde del Sacro Romano Imperio, de Marrades y, desde 1779 sucedió a Marcos Ignacio López de Mendoza e Ibáñez de Segovia, XIV marqués de Mondéjar,[13] de Agrópoli, de Valhermoso de Tajuña, y conde de Tendilla.[23]

Se casó el 17 de febrero de 1754 con Florencia Pizarro Piccolomini de Aragón y Herrera, III marquesa de San Juan de Piedras Albas y viuda de su primer matrimonio con Antonio de Herrera y Ayala.  Le sucedió su hijo.
- Juan de la Cruz Bellvís de Moncada y Pizarro (Madrid, 1 de diciembre de 1756-20 de octubre de 1835), XI conde de Villardompardo,[25] IX marqués de Villamayor de las Ibernias, marqués de San Juan de Piedras Albas, XV marqués de Mondéjar,[13] III marqués de Bélgida, VII marqués de Benavites, VIII marqués de Adeje, etc.[25]

Contrajo matrimonio en Madrid el 4 de abril de 1774 con María de la Encarnación Álvarez de Toledo y Gonzaga,  hija de Antonio Álvarez de Toledo y Osorio, X marqués de Villafranca del Bierzo, y de su segunda esposa María Antonia Gonzaga y Caracciolo. Le sucedió su hijo.
- Antonio Ciriaco Bellvís de Moncada y Álvarez de Toledo (Madrid, 8 de agosto de 1775-10 de agosto de 1842), XII conde de Villardompardo,[27]  X marqués de Villamayor de las Ibernias, XI marqués de Agrópolis, IV marqués de Bélgida, IX marqués de Adeje, VII marqués de Orellana la Vieja, VIII marqués de Benavites, XVI marqués de Mondéjar,[13] XIX conde de Tendilla, XIII conde de la Gomera, VIII conde de Villamonte, VIII conde de Sallent, XVI conde de Coruña, conde del Sacro Romano Imperio.[28]

Se casó en Madrid el 16 de enero de 1799 con María Benita de los Dolores Palafox y Portocarrero, VII condesa de Montijo. Le sucedió su nieto, hijo de su hija María Josefa Simona Bellvís de Moncada y Palafox, XVII marquesa de Vallhermoso de Tajuña y V marquesa de Bélgida y de José Álvarez de las Asturias Bohorques y Chacón.
- José Álvarez de las Asturias Bohorques y Bellvís de Moncada (Madrid, 1822-Madrid, 15 de febrero de 1852), XIII conde de Villardompardo, XI marqués de Villamayor de las Ibernias, VI marqués de Bélgida, XVIII marqués de Valhermoso de Tajuña, XVII marqués de Mondéjar,[13] IX conde de Sallent, XX conde de Tendilla, X marqués de Adeje, X marqués de Agrópoli, etc.[29]

Contrajo matrimonio en Madrid el 8 de junio de 1843 con su prima hermana Luisa Álvarez de las Asturias Bohorques y Giráldez.  Le sucedió su hija:
- María de los Dolores Álvarez de las Asturias Bohorques y Álvarez de las Asturias Bohorques (Madrid, 1847-noviembre de 1900), XIV condesa de Villardompardo (15 de junio de 1857),[29] XIX marquesa de Mondéjar,[13] GE, y XXII condesa de Tendilla.[29]

Se casó en primeras nupcias el 29 de septiembre de 1841 con Miguel de Carranza y del Valle, sin descendencia. Contrajo un segundo matrimonio el 15 de octubre de 1898 con Lorenzo Rodríguez de Gálvez y Bonilla. Le sucedió su hermana en abril de 1912.
- María del Carmen Álvarez de las Asturias Bohorques y Álvarez de Asturias Bohorques (19 de abril de 1850-ibid. 9 de noviembre de 1931),[31] XV condesa de Villardompardo,[30] XX marquesa de Mondéjar,[13] GE, condesa de Tendilla.[32]

Se casó con José Cotoner y Allendesalazar, hijo de Fernando Cotoner y Chacón, I marqués de la Cenia. Le sucedió su hija:
- María Luisa Cotoner y Álvarez de las Asturias Bohorques (Madrid, 6 de febrero de 1879-Palma de Mallorca, 31 de mayo de 1948), XVI condesa de Villardompardo,[33] XIII marquesa de Villamayor de las Ibernias, XI marquesa de Adeje (rehabilitado en 1918), VIII marquesa de Bélgida, IX marquesa de Orellana la Vieja (rehabilitado también a su favor en 1918).

Se casó en Madrid el 22 de junio de 1900 con su primo hermano José Fernando Cotoner y de Veri, VII marqués de Ariany. Le sucedió su hijo:
- Pedro Cotoner y Cotoner, XVII conde de Villardompardo.[34]  Se casó con María del Carmen Cerdó y Serra. Le sucedió su hija:

- Luisa Cotoner y Cerdó, XVIII condesa de Villardompardo.[35]